# Henry Sass
Pour les articles homonymes, voir Sass.
Henry Sass, né le 24 avril 1788 à Londres et mort le 21 juin 1844 dans la même ville, est un artiste et professeur de peinture britannique, qui fonde une importante école d'art, la Sass's Academy (plus tard la "Cary's Academy"), à Londres, afin de former ceux qui souhaitent entrer à la Royal Academy. De nombreux peintres britanniques distingués y reçoivent leur formation initiale. L'engagement de Henry Sass envers l'éducation artistique est tel que Sir David Wilkie dit qu'il aurait pu « apprendre à une pierre à dessiner ».

## Biographie
Henry Sass naît le 24 avril 1788 à Londres. Son père, qui est également artiste, appartient à une ancienne famille courlandaise originaire de l'actuelle Lettonie. Le père et la mère de Henry Sass s'installent à Londres après leur mariage et son demi-frère aîné Richard Sass devient un peintre paysagiste et un professeur d'art de membres de la famille royale.
Henry Sass devient étudiant à la Royal Academy et pratique son art en copiant des peintures conservées à la British Institution. Parmi ses premières œuvres, exposées en 1807 et en 1808 à la Royal Academy, figurent "La descente d'Ulysse en enfer", que Henry Sass exécute également sous forme de gravure. Cependant, son travail ultérieur est un portrait. En 1815, il épouse Mary Robinson, dont la famille est apparentée aux comtes de Ripon. La même année, il se rend en Italie, y revenant deux ans plus tard. Cependant, bien qu'il ait publié un livre sur son voyage en Italie il ne peut pas vivre de sa peinture.
Henry Sass décide d'ouvrir la première école de dessin pour les artistes qui ont l'intention d'étudier à l'école de la Royal Academy. Henry Sass l'établit dans une maison au n°6 de la Charlotte Street, à l'angle de la Streatham Street, à Bloomsbury, à Londres. Parmi les élèves de Henry Sass, on compte Sir John Millais PRA, Charles West Cope KA, William Powell Frith RA, William Edward Frost RA. Sir Thomas Lawrence, président de la Royal Academy, est l'un des soutiens de l'école. L'engagement de Henry Sass en faveur de l'éducation artistique est tel que Sir David Wilie dit qu'il aurait pu « apprendre à une pierre à dessiner ».
L'Académie de Sass est caricaturée dans le roman The Newcomes de Thackeray, qui était autrefois élève à l'école. La véritable académie n'est cependant utilisée que comme base pour l'école d'art fictive et Thackeray ne fait pas référence à Henry Sass ou à son école en particulier.
Henry Sass est maintenant aisé et lui et Mary divertissent l'intelligentsia de l'époque. Parmi ses amis se trouvent Sir Edwin Landseer, William Etty et en particulier JMW Turner. Deux ans avant sa mort, Henry Sass cède la direction de l'école à Francis Stephen Cary en raison de sa santé mentale défaillante. Henry Sass meurt le 21 juin 1844 dans sa ville natale, après avoir eu neuf enfants, dont un fils aîné survivant, Henry William Sass qui est architecte et Edwin Etty Sass qui entre dans la profession médicale.

## Reconnaissance artistique
Un buste de Henry Sass par William Grinsell Nicholl a été commandé en 1820.